# 머리사 저릿 위노커
머리사 재럿 위노커(Marissa Jaret Winokur, 영어 발음: /ˈdʒærət/, 1973년 2월 2일 ~ )는 미국의 배우이다. 머리사 위노커로도 불린다.

## 출연 작품
- 머핀 탑: 어 러브 스토리 (2014)
- 슈렉 더 홀스 (2007)
- 스타와 춤을 (2005)
- 아메리칸 대드! (2005)
- 날 미치게 하는 남자 (2005)
- 나우 유 노우 (2002)
- 무서운 영화 (2000)
- 킹 오브 더 힐 (1997)